# Processo sulla trattativa Stato-mafia
Il processo sulla trattativa Stato-mafia è un processo penale iniziato il 27 maggio 2013 relativo alla vicenda della trattativa avvenuta tra le istituzioni e cosa nostra durante le bombe del 1992-1993. Il processo, in seguito alle condanne di primo grado e alle assoluzioni in appello, si è concluso il 27 aprile 2023 con la conferma in Cassazione dell'assoluzione degli imputati.

## Indagini
Nel 1998 la Procura della Repubblica di Firenze aprì un'inchiesta sulla trattativa Stato-mafia, scaturita dalle dichiarazioni di Giovanni Brusca, Salvatore Cancemi e Vito Ciancimino; negli anni successivi, l'indagine passò alle Procure di Caltanissetta e Palermo. Nel 2009 l'inchiesta ricevette nuovo impulso in seguito alle dichiarazioni di Massimo Ciancimino (figlio di Vito), il quale dichiarò di aver fatto da tramite tra il padre e il ROS per giungere ad un accordo mirato alla cessazione delle stragi e alla consegna dei latitanti, che aveva la copertura politica degli allora ministri Nicola Mancino e Virginio Rognoni; inoltre Massimo Ciancimino sostenne di avere ricevuto il "papello" con le richieste di Riina dal mafioso Antonino Cinà con l'incarico di consegnarlo al padre, che però scrisse un altro papello che doveva essere sempre indirizzato a Mancino e Rognoni (il cosiddetto "contro-papello") poiché le richieste di Riina erano, a suo dire, improponibili: tale circostanza venne anche confermata dal fratello di Ciancimino, Giovanni, che riferì ai giudici che il padre gli chiese un parere giuridico sulle richieste del "papello" di Riina.
Le indagini, poi sfociate nel processo che attualmente è stato definito in primo grado, sono state svolte dalla Procura di Palermo, in particolare dai magistrati Antonino Di Matteo, Roberto Tartaglia e Francesco Del Bene, con il coordinamento del Procuratore Aggiunto Vittorio Teresi (in un primo momento vi erano anche i magistrati Antonio Ingroia e Lia Sava).

### Le testimonianze di Massimo Ciancimino
In particolare Massimo Ciancimino dichiarò che nel periodo successivo alla strage di via d'Amelio lui e il padre ripresero i contatti con il colonnello Mori e il capitano De Donno per individuare il covo di Riina e per questo aprirono una seconda trattativa con il boss Bernardo Provenzano, che sarebbe durata fino al dicembre 1992, quando Vito Ciancimino venne arrestato: infatti, sempre secondo Ciancimino, il padre gli confidò che il ROS lo voleva togliere di mezzo dopo che aveva ricevuto le carte utili per arrestare Riina; sempre secondo le confidenze del padre, nei mesi successivi la trattativa continuò ed ebbe Marcello Dell'Utri come nuovo tramite al posto di Ciancimino. Nell'ottobre 2009 Ciancimino consegnò ai magistrati di Palermo le fotocopie del "papello" di Riina e del "contro-papello" insieme ad altri documenti appartenuti al padre; gli esami della Polizia Scientifica accertarono che i documenti erano autentici.
In seguito alle dichiarazioni di Ciancimino, le Procure di Palermo e Caltanissetta ascoltarono Claudio Martelli, Liliana Ferraro, Fernanda Contri e Luciano Violante come persone informate sui fatti e questi dichiararono di essere stati avvicinati dall'allora colonnello Mori in relazione ai contatti con Vito Ciancimino e che il giudice Paolo Borsellino era a conoscenza di questi contatti; venne ascoltato anche Nicola Mancino, il quale però dichiarò di non averne mai saputo nulla e negò, come aveva già fatto in passato, di aver incontrato al Viminale il giudice Borsellino il 1º luglio 1992, nonostante la testimonianza dell'ex ministro Martelli e le agende del magistrato affermassero il contrario. Per queste ragioni, nel giugno 2012 Mancino venne iscritto nel registro degli indagati per falsa testimonianza; anche l'ex ministro Calogero Mannino ricevette un avviso di garanzia in cui si parla genericamente di "pressioni" che Mannino avrebbe esercitato su "appartenenti alle istituzioni" sulla "tematica del 41 bis".
Nello stesso periodo, il detenuto Rosario Pio Cattafi (ex avvocato messinese legato alla Famiglia di Catania) dichiarò ai magistrati che nel giugno 1993 venne incaricato dal dottor Francesco Di Maggio (appena nominato vice direttore del DAP) di contattare il boss Nitto Santapaola al fine di aprire un dialogo per fermare le stragi.

### Le testimonianze successive
Nel 2009, in relazione a tale vicenda, sono stati ascoltati come testimoni anche i politici Nicola Mancino, il quale ha dichiarato di non averne mai saputo nulla e Luciano Violante, il quale invece ha dichiarato di essere venuto a conoscenza di questo dialogo tra il Ros e Ciancimino. L'ex Ministro dell'interno, Nicola Mancino, è stato indagato il 9 giugno 2012 dalla procura di Palermo nell'ambito dell'inchiesta sulla cosiddetta trattativa Stato e mafia, con l'accusa di falsa testimonianza.
A quanto emerge dai primi risultati dell'indagine avviata nel 2009 (nella quale è stato sentito come testimone anche l'ex ministro Claudio Martelli) la trattativa avrebbe avuto inizialmente due fasi distinte, prima e dopo le stragi che hanno ucciso Giovanni Falcone e Paolo Borsellino.

#### Le intercettazioni a Nicola Mancino e Giorgio Napolitano
Durante le indagini, la Procura di Palermo sottopose Nicola Mancino ad intercettazioni telefoniche e registrò casualmente alcune telefonate che l'ex ministro fece al Presidente della Repubblica Giorgio Napolitano e al dottor Loris D'Ambrosio (consigliere giuridico del Quirinale).
La vicenda ha avuto un grande rilievo, dato che Mancino poteva essere intercettato, mentre il Presidente della Repubblica invece non poteva esserlo.
In seguito a questo fatto, il Presidente della Repubblica ha sollevato il conflitto di attribuzione, e ha chiesto quindi che le intercettazioni venissero distrutte.

Il Quirinale, il 16 luglio 2012, in una nota in merito alla presunta trattativa Stato-mafia ed alle telefonate di Nicola Mancino al presidente della repubblica Napolitano, per chiedere un appoggio contro i giudici siciliani, Antonio Ingroia, Nino Di Matteo e altri, che stavano valutando la sua posizione processuale, scrive:
 Nel luglio 2012 Salvatore Borsellino, fratello del giudice ucciso, chiese al Presidente Napolitano che fossero pubblicate le sue intercettazioni con Mancino, in nome della trasparenza istituzionale e come segno di determinazione nel ricercare la verità.
Tuttavia nel gennaio 2013 la Corte costituzionale accolse il ricorso del Quirinale contro la Procura di Palermo per conflitto di attribuzione e dispose la distruzione delle intercettazioni tra Napolitano e Mancino. In seguito a queste disposizioni, gli avvocati di Massimo Ciancimino presentarono ricorso contro la distruzione delle intercettazioni presso la Corte di cassazione, che però ritenne inammissibile il ricorso: nell'aprile 2013 il giudice per le indagini preliminari di Palermo distrusse le intercettazioni.
Sulla distruzione delle intercettazioni è stata avanzata l'ipotesi che possa tuttora esisterne una copia, che potrebbe essere utilizzata come uno strumento di ricatto. Questa vicenda ha coinvolto anche il colonnello dei carabinieri Giuseppe D’Agata, che in passato apparteneva ai servizi segreti.

#### La testimonianza di Giorgio Napolitano
Il 28 ottobre 2014, Giorgio Napolitano, Presidente della Repubblica Italiana, rispose alle domande dei pubblici ministeri e degli avvocati sulla vicenda della "trattativa Stato-mafia" e ha chiesto che la trascrizione fosse resa pubblica.

### Le inchieste sulla P2
Anche la loggia massonica P2 è al centro dell'attenzione per il processo. In particolare, si indaga sui rapporti tra l'ex generale dei carabinieri Mario Mori e Licio Gelli e i contatti dell'ex ufficiale dell'Arma, per anni al SID, con il terrorismo nero. Un ex ufficiale del SID, Mauro Venturi, che negli anni settanta lavorò con Mori, racconta che quest'ultimo gli propose di entrare nella P2.

### Le prime sentenze
Nel 1998 la motivazione della sentenza di primo grado del processo per le stragi del 1993 ritenne sufficientemente provati i contatti tra Vito Ciancimino e il ROS, basandosi sulle dichiarazioni del collaboratore di giustizia Giovanni Brusca e su quelle del generale Mario Mori e del capitano Giuseppe De Donno, i quali sostennero di avere preso quell'iniziativa per riuscire a catturare qualche latitante e per cercare di impedire altre stragi: la sentenza affermò esplicitamente che si trattò di una "trattativa" e che le stragi erano state compiute per costringere lo Stato a scendere a patti con l'organizzazione mafiosa.
Nel maggio 2011 il Tribunale di Firenze condannò in primo grado all'ergastolo il boss Francesco Tagliavia, accusato di aver partecipato all'esecuzione delle stragi del 1993 in seguito alle dichiarazioni del collaboratore di giustizia Gaspare Spatuzza. Nella sentenza si legge: «Una trattativa indubbiamente ci fu e venne, quantomeno inizialmente, impostata su un do ut des. L'iniziativa fu assunta da rappresentanti delle istituzioni e non dagli uomini di mafia».
Il collegio giudicante di Firenze, che nel marzo 2012 ha condannato una quindicina di boss per la strage di via dei Georgofili, ha dedicato cento delle cinquecentoquarantasette pagine della motivazione della sentenza esclusivamente al movente degli attentati in Continente e alla trattativa tra uomini di stato e mafiosi. Si legge nella prima pagina:
Il 17 luglio 2013 la IV Sezione Penale del Tribunale di Palermo ha assolto in primo grado, il generale Mario Mori e il colonnello Mauro Obinu dei Carabinieri dall'accusa di favoreggiamento aggravato a Cosa Nostra per la mancata cattura di Bernardo Provenzano. Nel corso del dibattimento Massimo Ciancimino era stato più volte ascoltato e aveva prodotto diversi documenti appartenuti al padre Vito, tra cui il cosiddetto papello. Tutti i documenti erano stati verificati dalla difesa dei due imputati che ne aveva contestato la veridicità (tutti, tra l'altro, erano stati presentati in fotocopia). Dopo cinque anni di dibattimento il tribunale di Palermo ha pronunciato la seguente sentenza: "Il Tribunale di Palermo, visti gli articoli 378 e 530 del Codice di procedura penale, assolve Mori Mario e Obinu Mauro dell'imputazione ai medesimi ascritta perché il fatto non costituisce reato. Visto l'articolo 207 del Codice di procedura penale ordina la trasmissione di copia della presente sentenza delle deposizioni rese da Ciancimino Massimo e da Riccio Michele all'ufficio del Procuratore della Repubblica in sede per quanto di sua competenza". Il Tribunale ha quindi assolto con formula piena Mori e Obinu dalle accusa formulate e ha ravvisato, a carico dei due principali testi dell'accusa, Massimo Ciancimino e Michele Riccio, ai sensi dell'art. 207 del Codice di Procedura Penale, indizi del reato previsto dall'articolo 372 del Codice Penale (falsa testimonianza). Nell'ottobre 2014 è in corso il processo d'appello nei confronti di Mario Mori e Mauro Obinu.

### Conseguenze
Il maggiore Antonio Coppola, capo del nucleo investigativo, venne trasferito. Negli stessi mesi in cui saranno sostituiti i vertici investigativi dell'Arma, anche negli uffici del palazzo di giustizia avverrà una massiccia rotazione, in base alla turnazione introdotta dalla Riforma Castelli del 2005.
Il procuratore di Palermo Francesco Messineo, interrogato alla Camera il 17 luglio 2012, afferma che la trattativa tra lo Stato e la mafia "c'è stata ed è stata reale":

## Il processo

### Il procedimento di primo grado
Il pool coordinato dal procuratore aggiunto ha firmato la richiesta di processo per i dodici imputati dell'inchiesta sulla trattativa stato-mafia. Imputati i capimafia Totò Riina e Bernardo Provenzano, ma anche gli ex ufficiali del ROS Mario Mori e Antonio Subranni, i senatori Marcello Dell'Utri e Calogero Mannino, accusati di attentato a un corpo politico. L'ex ministro dell'Interno Nicola Mancino, risponde invece per falsa testimonianza, mentre Giovanni Conso, Adalberto Capriotti e Giuseppe Gargani sono accusati di aver dato false informazioni ai pubblici ministeri.
Il GIP di Caltanissetta, Alessandra Bonaventura Giunta, ritiene che la trattativa stato mafia ci sia stata e che Paolo Borsellino fu ucciso perché, secondo il boss Totò Riina, ostacolava questa trattativa:
Dopo aver interrogato Salvino Madonia, il capomafia che ha partecipato alla riunione di Cosa nostra nella quale i mafiosi decisero l'avvio della strategia stragista. Il GIP Giunta aggiunge anche che "con riferimento al possibile coinvolgimento nella strage di via D'Amelio di soggetti esterni a Cosa nostra non sono emersi elementi di prova utili a formulare ipotesi accusatorie concrete a carico di individui ben determinati".
La prima udienza del processo si è tenuta a Palermo il 27 maggio 2013.
Il 7 novembre 2013 depone il pentito Francesco Onorato, che dice: "Perché Riina accusa sempre lo Stato? Perché è l'unico che sta pagando il conto, mentre lo Stato non sta pagando niente, per questo motivo Riina tira in ballo sempre lo Stato. Ha ragione ad accusare lo Stato, da Violante ad altri. È lo Stato che manovra, prima ci hanno fatto ammazzare Dalla Chiesa i signori Craxi e Andreotti che si sentivano il fiato addosso. Perché Dalla Chiesa non dava fastidio a Cosa Nostra. Poi nel momento in cui l'opinione pubblica è scesa in piazza i politici si sono andati a nascondere. Per questo Riina ha ragione ad accusare lo Stato".
Il 21 novembre 2013 il pentito Nino Giuffrè dice: "Non è che la mafia sale su un carro qualunque. Scegliemmo di appoggiare Forza Italia perché avevamo avuto delle garanzie", "Nella seconda metà del '93 è venuto fuori Marcello Dell'Utri che ha dato garanzie per la risoluzione dei problemi di Cosa nostra. A prescindere dal garantismo di Forza Italia, noi li scegliemmo perché ci diedero garanzie." "Tra la fine del '93 e l'inizio del '94 il posto che era stato tenuto da Vito Ciancimino nel rapporto con Cosa nostra fu preso da Marcello Dell'Utri" e "Nel '93 c'è l'inizio di un nuovo capitolo: si apre un nuovo corso tra Cosa nostra e la Politica. Provenzano all'inizio era un po' freddo poi, parlando di Dell'Utri e di Forza Italia, mi disse ‘Siamo in buone mani’".
Il 12 dicembre 2013 il pentito Giovanni Brusca affermò: "Nel 1991, c'era interesse a contattare Dell’Utri e Berlusconi perché attraverso loro si doveva arrivare a Bettino Craxi, che ancora non era stato colpito da Mani Pulite, perché influisse sull'esito del maxiprocesso". "La sinistra, a cominciare da Mancino, ma tutto il governo, in quel momento storico, sapeva quello che era avvenuto in Sicilia: gli attentati del '93, il contatto con Riina. Sapevano tutto. Che la sinistra sapeva lo dissi a Vittorio Mangano. Gli dissi anche: "I Servizi segreti sanno tutto ma non c'entrano niente." Mangano comprese e con questo bagaglio di conoscenze andò da Dell'Utri".
Il 23 gennaio 2014 il pentito Gioacchino La Barbera afferma che la mafia progettò l'omicidio di Pietro Grasso, che non venne realizzato per problemi tecnici. Rivela inoltre che era stato pensato di distruggere la torre di Pisa con una bomba.
Il 24 gennaio 2014 Giovanni Brusca dice: "Venti giorni dopo la strage di Capaci, vidi Riina a casa di Girolamo Guddo. Mi disse che aveva fatto un papello di richieste, per fare finire le stragi." e "Mi spiegò che avevano risposto, fecero sapere che le richieste erano assai. Ma non c'era una chiusura. E a questo punto Riina mi fece il nome di Mancino, la richiesta era finita a lui, così mi fu spiegato".
Il 30 gennaio 2014 Francesco Di Carlo dice: "Il primo rivale di cosa nostra era Rocco Chinnici. In particolare Nino Salvo faceva come un pazzo", Nino Salvo "ha chiesto a Michele Greco di farci il favore su Chinnici", ossia di fare assassinare il giudice. "Greco non faceva nulla senza parlare con Riina: io ero presente alla Favarella quando Nino Salvo incontrò Michele Greco per chiedere l'intervento di Cosa nostra". "Ho saputo anche che i cugini Salvo si sono rivolti ad Antonio Subranni per fare chiudere l'indagine sulla morte di Peppino Impastato." e "Badalamenti aveva interessato Nino e Ignazio Salvo per parlare col colonnello. Dopo poco tempo Nino Badalamenti mi ha detto: no, la cosa si è chiusa". "Per cosa nostra i militari dell'Esercito non sono considerati sbirri. Uno zio di Toto' Riina era maresciallo dell'esercito. E io fin dalla fine degli anni Sessanta avevo rapporti e frequentavo un colonnello dell'esercito applicato alla Presidenza del Consiglio. Lo avevo conosciuto frequentando il generale Vito Miceli (ex capo del SID dell'epoca) e anche il colonnello Santovito. Con quest'ultimo avevo un rapporto più di amicizia: quando andavo a Roma, ci vedevamo e andavamo spesso a pranzo assieme". Di Carlo afferma che Santovito, direttore del Sismi, era consapevole, quando si incontravano, che lui fosse latitante. "Quand'ero detenuto in Inghilterra vennero a trovarmi un tale Giovanni, forse uno dell'esercito, una persona inglese e un altro, che poi scoprii essere Arnaldo La Barbera, vedendo la sua foto sui giornali. Giovanni mi disse che si doveva procedere a fare andare via Falcone da Palermo, mi disse tante cose brutte su Falcone, che stava facendo grossi danni. Bisognava mandarlo fuori al più presto". "Non mi hanno mai parlato di volere uccidere Falcone ma solo di farlo andare via da Palermo: io a quel punto mandai un biglietto a Salvo Lima, e scrissi che questi amici potevano essere utili a tutti, perché avevano anche promesso di aiutarmi.".
Il 13 febbraio 2014 viene ascoltato Riccardo Guazzelli, che afferma: "Dopo l'omicidio di Salvo Lima, l'onorevole Mannino temeva per la sua vita. Lo confessò lui stesso a mio padre: "Hanno ammazzato Lima, il prossimo potrei essere io", gli disse.
Il 13 marzo 2014 depone il pentito Spatuzza, che afferma: "Per le stragi di Capaci e via d'Amelio diciamo che erano anche miei nemici, in quell'ottica mi andava anche bene l'atto terroristico con cui vennero eseguite. Ma collocare più di cento chili di esplosivo in una stradina abitata non è cosa che appartiene a Cosa Nostra." (Riferendosi alla strage di via dei Georgofili a Firenze) e: "Nel 1997, anni prima di cominciare a collaborare, durante un colloquio investigativo con l'allora procuratore nazionale antimafia Pierluigi Vigna e con Piero Grasso, dissi 'fate attenzione a Milano 2'. Stavamo per salutarci e io mi sentivo di dire qualcosa anche se ancora non ero pentito. Ho cercato di dare indicazioni nello specifico".
Il 27 giugno 2014 il pentito Filippo Malvagna dice che Marcello D'Agata gli aveva detto: "Dobbiamo dire che si deve votare per Berlusconi, per un nuovo partito che sta per nascere. Perché questo qua sarà la nostra salvezza" e aggiunge: "D'Agata mi disse inoltre che nel giro di pochi anni avrebbero attenuato il 41 bis e smantellato la legge sui collaboratori di giustizia e che il partito di Berlusconi sarebbe stata la nostra salvezza".
Il 3 luglio 2014 il pentito Maurizio Avola afferma: "Dovevamo uccidere il magistrato Antonio Di Pietro. C'era stato chiesto durante un incontro, organizzato all'hotel Excelsior di Roma al quale parteciparono Cesare Previti, il finanziere Pacini Battaglia, il boss catanese Eugenio Galea, il luogotenente di Nitto Santapaola Marcello D'Agata, Michelangelo Alfano ed un certo Sariddu che poi scoprii essere Saro Cattafi, o meglio Rosario Pio Cattafi soggetto in contatto con i Servizi Segreti. L'omicidio era voluto e sollecitato dal gruppo politico-imprenditoriale presente a quella riunione." e dice inoltre che il boss Eugenio Galea gli aveva detto: "Stiamo aspettando un segnale forte da Dell'Utri e da Michelangelo Alfano, un grosso massone, che non conosco".
Il 10 luglio 2014 Antonino Galliano riporta: "Mimmo Ganci non lo vedevo da qualche giorno. Quando lo rividi mi disse che era stato fuori perché aveva accompagnato Totò Riina in un luogo imprecisato della Calabria per partecipare ad una riunione a cui partecipavano anche generali, ministri, politici e esponenti delle istituzioni".
L'11 luglio 2014 depone il presidente del Senato Pietro Grasso che afferma: "Avevo incontrato il senatore Mancino durante la cerimonia di auguri natalizi al presidente della Repubblica, nel dicembre del 2011. In quella occasione mentre eravamo al guardaroba in attesa dei nostri soprabiti, Mancino mi apostrofò dicendo che si sentiva perseguitato dalle indagini: ‘Qualcosa lei deve fare’, mi disse. Risposi che l'unico modo era il potere di avocazione, ma non c'erano i presupposti".
Il 17 aprile 2015 il pentito Carmelo D'Amico dice: “Angelino Alfano è stato portato da Cosa nostra che lo ha prima votato ad Agrigento, ma anche dopo. Poi Alfano ha voltato le spalle ai boss facendo leggi come il 41 bis e sulla confisca dei beni”. 
“Cosa nostra ha votato anche Schifani, poi hanno voltato le spalle, e la mafia non ha votato più Forza Italia”. 
“I boss votavano tutti Forza Italia, perché Berlusconi era una pedina di Dell’Utri, Riina, Provenzano e dei Servizi. Forza Italia è nata perché l'hanno voluta loro”. 
“All'epoca i politici hanno fatto accordi con Cosa nostra, poi quando hanno visto che tutti i collaboratori di giustizia che sapevano non hanno parlato, si sono messi contro Cosa nostra, facendo leggi speciali, dicendo che volevano distruggere la mafia”. 
D'Amico racconta inoltre che a Barcellona Pozzo di Gotto era presente una loggia massonica: “Ne facevano parte uomini d'onore, avvocati e politici, e la comandava il senatore Domenico Nania: a questa apparteneva anche Dell’Utri”. 
(Nino Rotolo) “Mi raccontò che i servizi avevano fatto sparire dal covo di Riina un codice di comunicazione per mettersi in contatto con politici e gli stessi agenti dei servizi”. 
“Mi disse anche che Provenzano era protetto dal Ros e dai Servizi e non si è mai spostato da Palermo, tranne quando andò ad operarsi di tumore alla prostata in Francia”.
“Rotolo ne parlava con Vincenzo Galatolo: all'inizio non lo chiamavano per nome, ma lo definivano cane randagio, poi io chiesi di chi parlavano e mi risposero che si trattava di Di Matteo, e che aspettavano da un momento all'altro la notizia dell'attentato”. “Era stabilito che il dottor Di Matteo doveva morire – ha aggiunto D'Amico – Rotolo mi ha raccontato che i servizi segreti volevano morto prima il dottor Antonio Ingroia, poi Di Matteo. E siccome Provenzano non voleva più le bombe, dovevamo morire con un agguato”. 
“A volere la morte di Di Matteo erano sia Cosa Nostra che i Servizi perché stava arrivando a svelare i rapporti dei Servizi come fece a suo tempo il dottor Giovanni Falcone”. “Io dovevo uscire da lì a poco dal carcere e si parlava di delegare me per portare avanti questa cosa”. A proposito dei servizi segreti afferma: “Arrivano dappertutto ed è per questo che altri pentiti come Giovanni Brusca e Nino Giuffrè non raccontano tutto quello che sanno sui mandanti esterni delle stragi”. “I servizi organizzano anche finti suicidi in carcere: per questo voglio chiarire che io godo di ottima salute e non ho nessuna intenzione di suicidarmi”.
Il 7 maggio 2015 il boss pentito Vito Galatolo dice: "Quando sapemmo che l'artificiere che doveva partecipare all'attentato al pm Di Matteo non era di Cosa Nostra, capimmo che dietro al piano c'erano soggetti estranei alla mafia, apparati dello Stato, come nelle stragi del '92. Matteo Messina Denaro ci rassicurò scrivendoci che comunque avevamo le giuste coperture.", "Cosa Nostra quantificò in 500 mila euro la somma necessaria per mettere in atto l'attentato nei confronti del Pm Di Matteo. La fase operativa era giunta, tra dicembre 2012 e i primi del 2013, ad uno stadio molto avanzato. Biondino aveva comprato il tritolo tramite i calabresi. Io l'ho visto personalmente, in due fusti.", "Di Matteo si stava intromettendo in un processo che non doveva neanche iniziare, quello sui rapporti tra Stato e mafia. E si doveva fermare perché non doveva scoprire certe situazioni.", "C'era un via-vai di agenti dei Servizi segreti nelle carceri per avere contatti con capimafia al 41 bis. Uno che ci parlava spesso era Nino Cinà."
Il 25 giugno 2015 l'ambasciatore e diplomatico italiano Francesco Paolo Fulci, ex presidente del Cesis, ha rivelato, durante il processo sulla trattativa, che le telefonate rivolte all'Ansa in cui l'organizzazione terroristica Falange Armata rivendicava omicidi e stragi durante gli anni novanta provenivano tutte dalle sedi dell'allora Sismi.
Fra le motivazioni della sentenza di condanna all'ergastolo in appello per il boss di Brancaccio Francesco Tagliavia per la strage di via dei Georgofili del 27 maggio del 1993, si legge che, secondo la corte d'Assise, le bombe in continente facevano parte di un progetto terroristico e Cosa nostra trovò interlocutori tra uomini politici e istituzioni al fine di togliere l'applicazione del 41 bis per oltre 300 detenuti mafiosi. In particolare Marcello Dell'Utri nelle ultime fasi della trattativa, siglò un nuovo patto con Cosa nostra.

#### La sentenza in abbreviato
L'ex ministro Calogero Mannino, unico imputato che aveva scelto il rito abbreviato, è stato assolto il 4 novembre 2015 dall'accusa di minaccia a corpo politico dello Stato "per non aver commesso il fatto". L'assoluzione è stata confermata in Appello, il 3 febbraio 2020, ed in Cassazione, l'11 dicembre 2020, divenendo definitiva.

#### La sentenza di primo grado
Il 20 aprile 2018 viene pronunciata la sentenza di primo grado, con la quale vengono condannati a dodici anni di carcere Mario Mori, Antonio Subranni, Marcello Dell'Utri, Antonino Cinà, ad otto anni Giuseppe De Donno e Massimo Ciancimino, a ventotto anni Leoluca Bagarella; sono prescritte, come richiesto dai pubblici ministeri, le accuse nei confronti di Giovanni Brusca, e viene assolto l'ex ministro dell'interno Nicola Mancino. La sentenza è stata emessa dalla Corte d'Assise di Palermo presieduta dal dott. Alfredo Montalto, in un'aula stracolma, alla presenza dei Pubblici Ministeri Antonino Di Matteo, Roberto Tartaglia, Francesco Del Bene e Vittorio Teresi.
Il 13 luglio 2020 veniva prescritto poi Massimo Ciancimino che rispondeva di calunnia aggravata all'ex capo della polizia Gianni De Gennaro e concorso in associazione mafiosa e la cui posizione era stata stralciata dai giudici su istanza dei suoi avvocati.

### Il secondo grado
Il 29 aprile 2019 inizia il processo d'appello a Palermo. Il 24 maggio 2021 si presenta in aula per la prima volta Marcello Dell'Utri.
Il 7 giugno 2021 la Procura generale di Palermo ha chiesto alla Corte d'assise d'appello, presieduta da Angelo Pellino, di confermare le condanne inflitte in primo grado a boss, ex ufficiali dei carabinieri e politici imputati di minaccia a Corpo politico dello Stato.
Il 23 settembre dello stesso anno la Corte d'assise d'appello di Palermo ha assolto gli ex ufficiali del ROS Mario Mori, Antonio Subranni e Giuseppe De Donno perché "il fatto non costituisce reato" e l'ex senatore Marcello Dell'Utri "per non aver commesso il fatto", accusati di minaccia a Corpo politico dello Stato, mentre sono prescritte le accuse a Giovanni Brusca, viene ridotta a ventisette anni la pena al boss Leoluca Bagarella e viene confermata la condanna a dodici anni del capomafia Antonino Cinà..
Il 6 agosto 2022 sono depositate le motivazioni della sentenza che stabilisce che "la trattativa ci fu", ma per opera di una "improvvida iniziativa", nell'ottica di voler evitare ulteriori stragi, degli ufficiali dei Carabinieri e non politica.

### La pronuncia della Cassazione
Il 27 aprile 2023 la Corte di Cassazione ha confermato l'assoluzione dell'ex senatore Marcello Dell'Utri. Sono stati definitivamente assolti "per non aver commesso il fatto" gli ex ufficiali del Ros Mario Mori, Antonio Subranni e Giuseppe De Donno.